# Peter Gosse

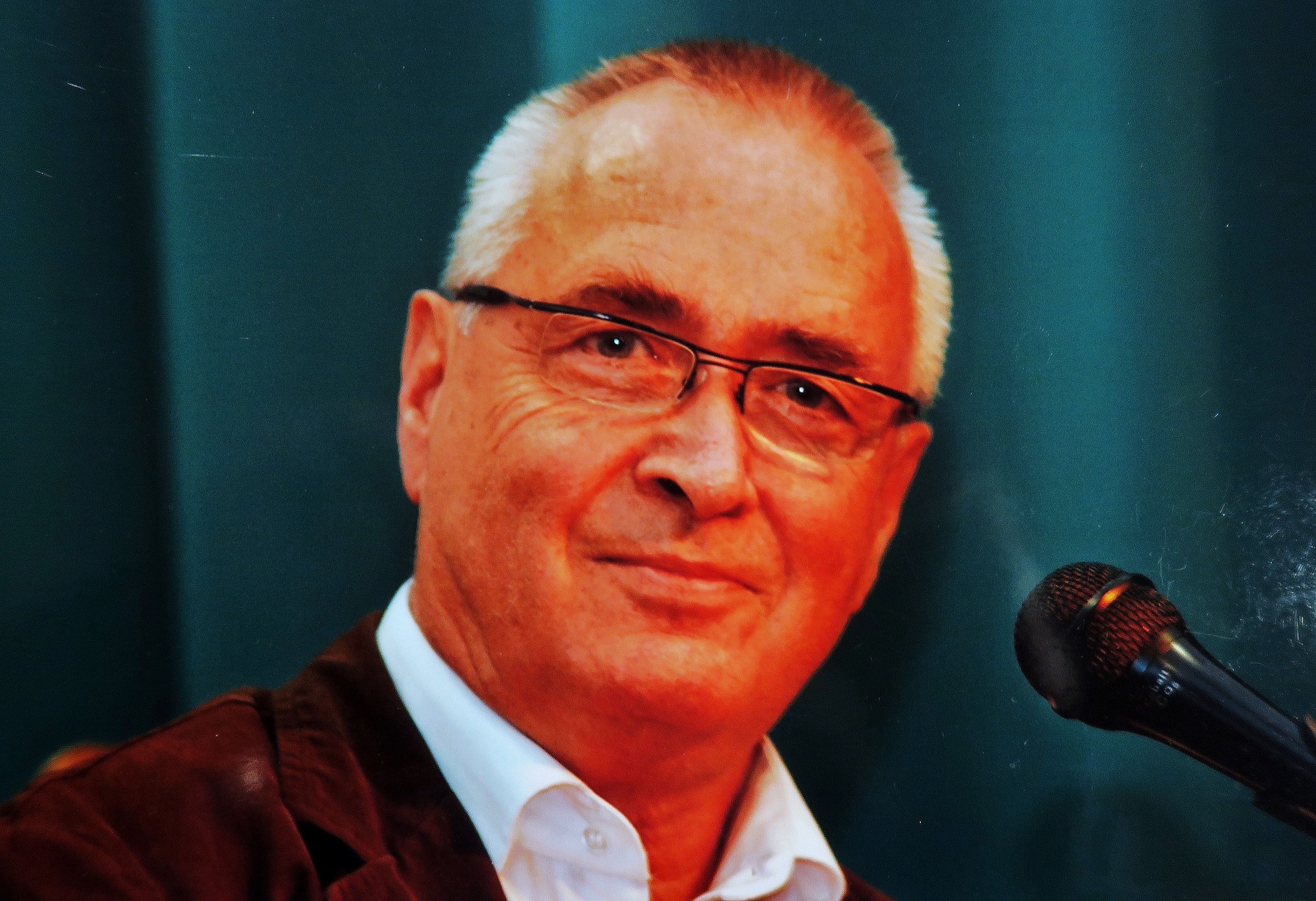
Der Lyriker Peter Gosse

Peter Gosse (* 6. Oktober 1938 in Leipzig) ist ein deutscher Lyriker, Prosaautor und Essayist.

## Leben
Nach einer in Leipzig-Eutritzsch erlebten Kindheit und Schulzeit absolvierte Peter Gosse 1956 auf der Arbeiter-und-Bauern-Fakultät in Halle/Saale das Abitur und studierte von 1956 bis 1962 Hochfrequenztechnik am Institut für Energetik in Moskau. Danach arbeitete er ab 1962 in Leipzig als Radaringenieur und wechselte 1968 in die Tätigkeit eines freischaffenden Schriftstellers in der DDR.

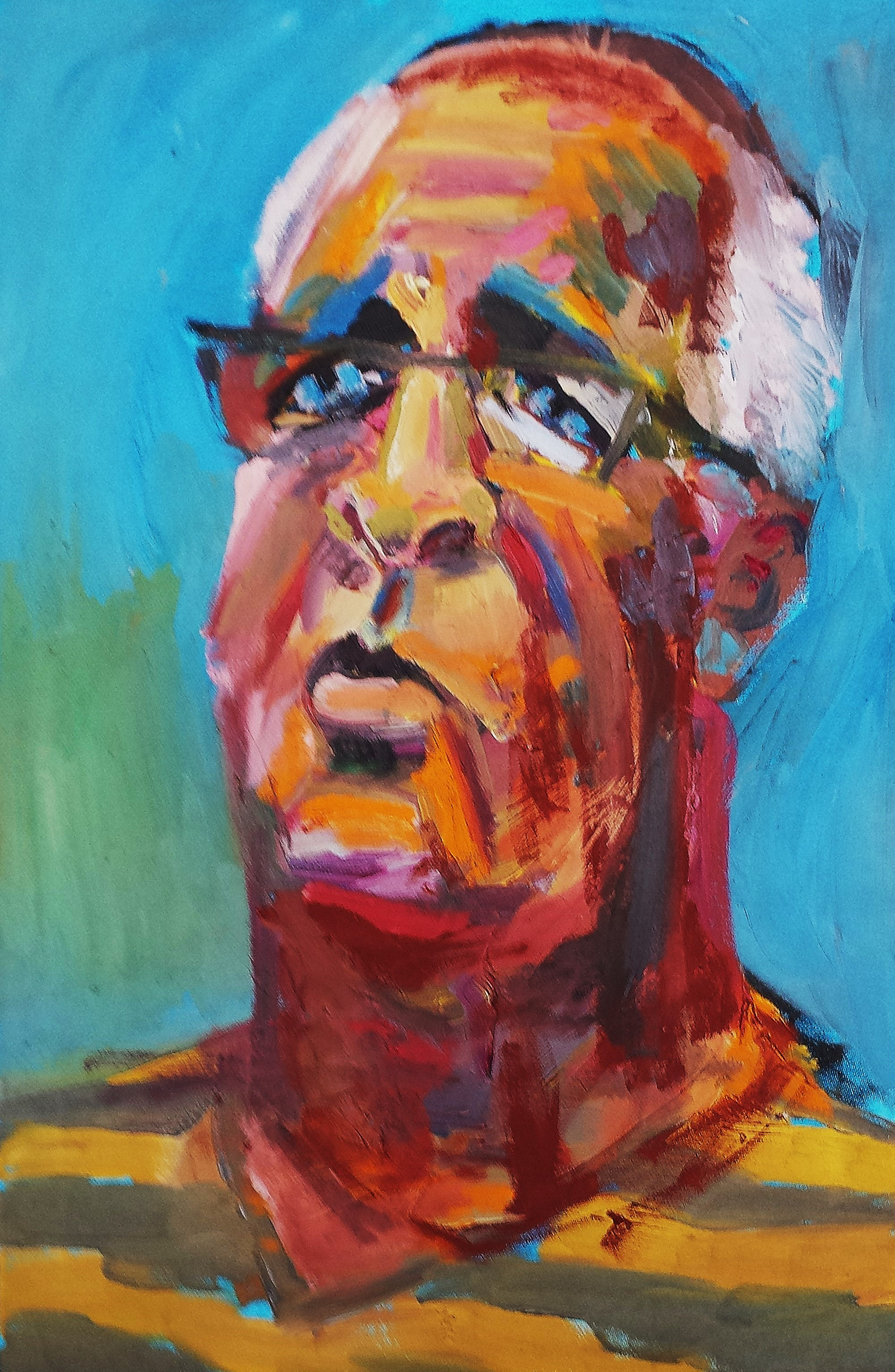
Porträt-Gemälde von Sighard Gille, Leipzig 2015

Mit seinem vor allem der Lyrik verpflichteten Werk wird Peter Gosse zusammen mit Dichtern wie Volker Braun, Adolf Endler, Sarah Kirsch, Rainer Kirsch, Wulf Kirsten, Kito Lorenc, Karl Mickel u. a. zu den Autoren der Sächsischen Dichterschule gezählt.  Seit seinem Studium ist Peter Gosse der russischen Sprache und Literatur verbunden. Als ein Mittler zwischen den Künsten pflegte er als ihr Herausgeber, Übersetzer und Nachdichter intensive Beziehungen zu russischen Dichterkollegen wie Bella Achmadulina und Jewgeni Jewtuschenko.
Nach einer 1971 begonnenen Lehrtätigkeit gehörte Peter Gosse ab 1984 zu den langjährig tätigen Dozenten des Leipziger Literaturinstituts „Johannes R. Becher“ und fungierte 1993 als dessen kommissarischer Direktor. Auf Einladung der University of Northern Iowa und Grinnell College nahm er 1988 eine halbjährige Gastprofessur in den USA wahr.
Er ist Mitglied des PEN-Zentrums Deutschland und der Sächsischen Akademie der Künste. Von 2008 bis 2011 war er Stellvertretender Präsident der Sächsischen Akademie der Künste.  Der Vorlass des Schriftstellers ist 2015 in den Bestand der Stadtbibliothek Leipzig aufgenommen worden.

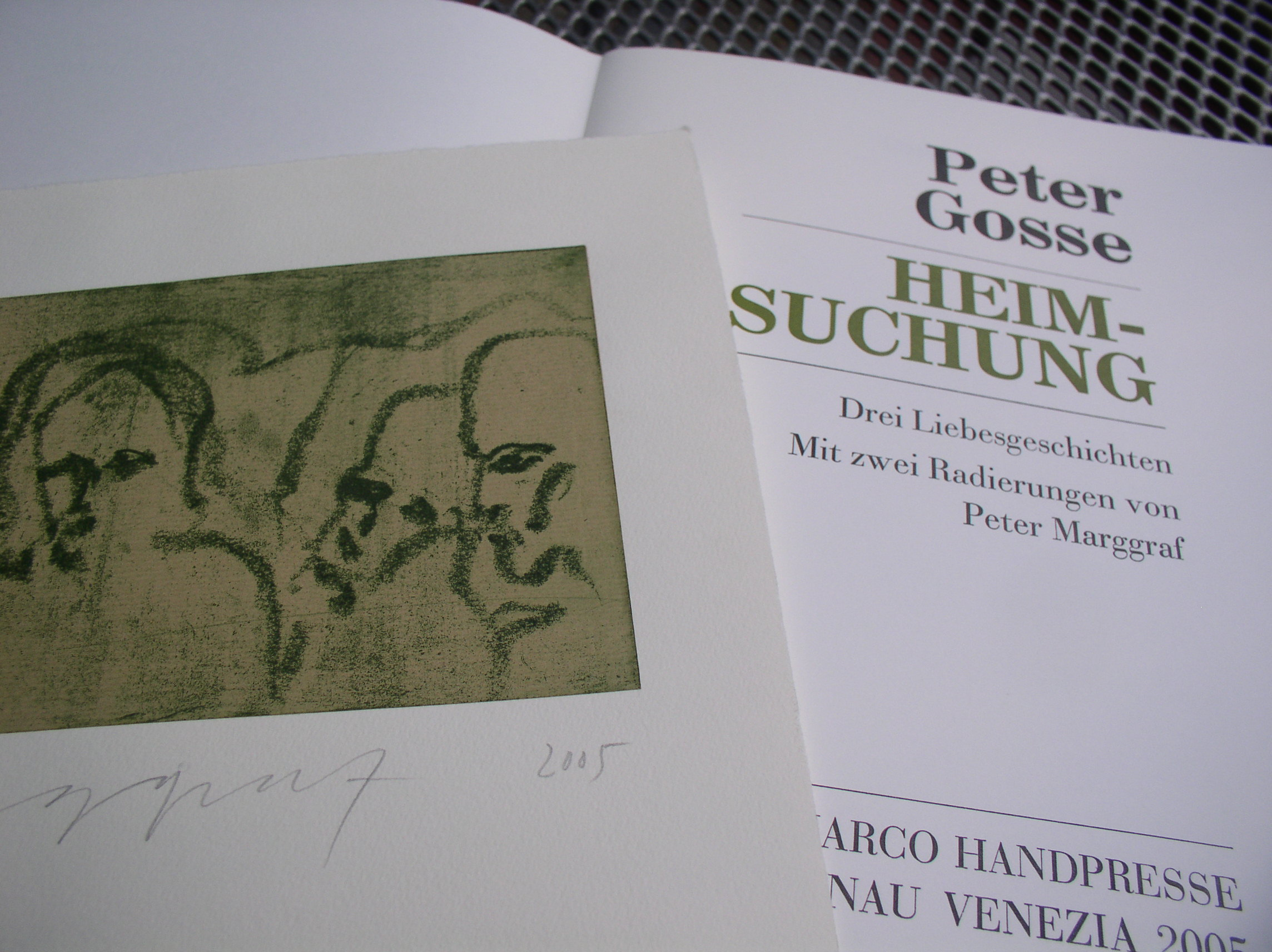
Heimsuchung. Peter Gosse Liebesgeschichten mit zwei Radierungen von Peter Marggraf. 2005

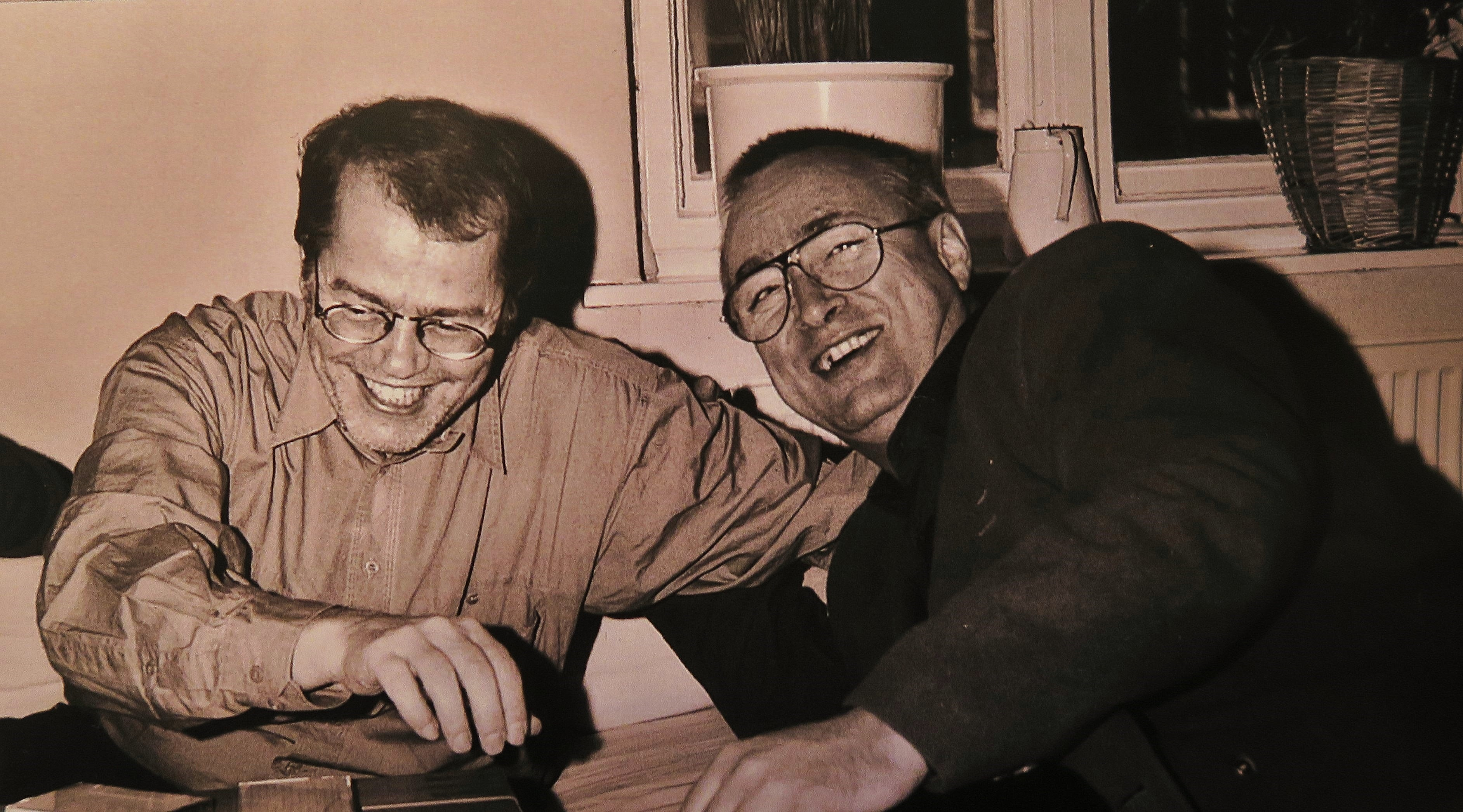
Peter Gosse zu Gast bei Volker Braun, Berlin 2010

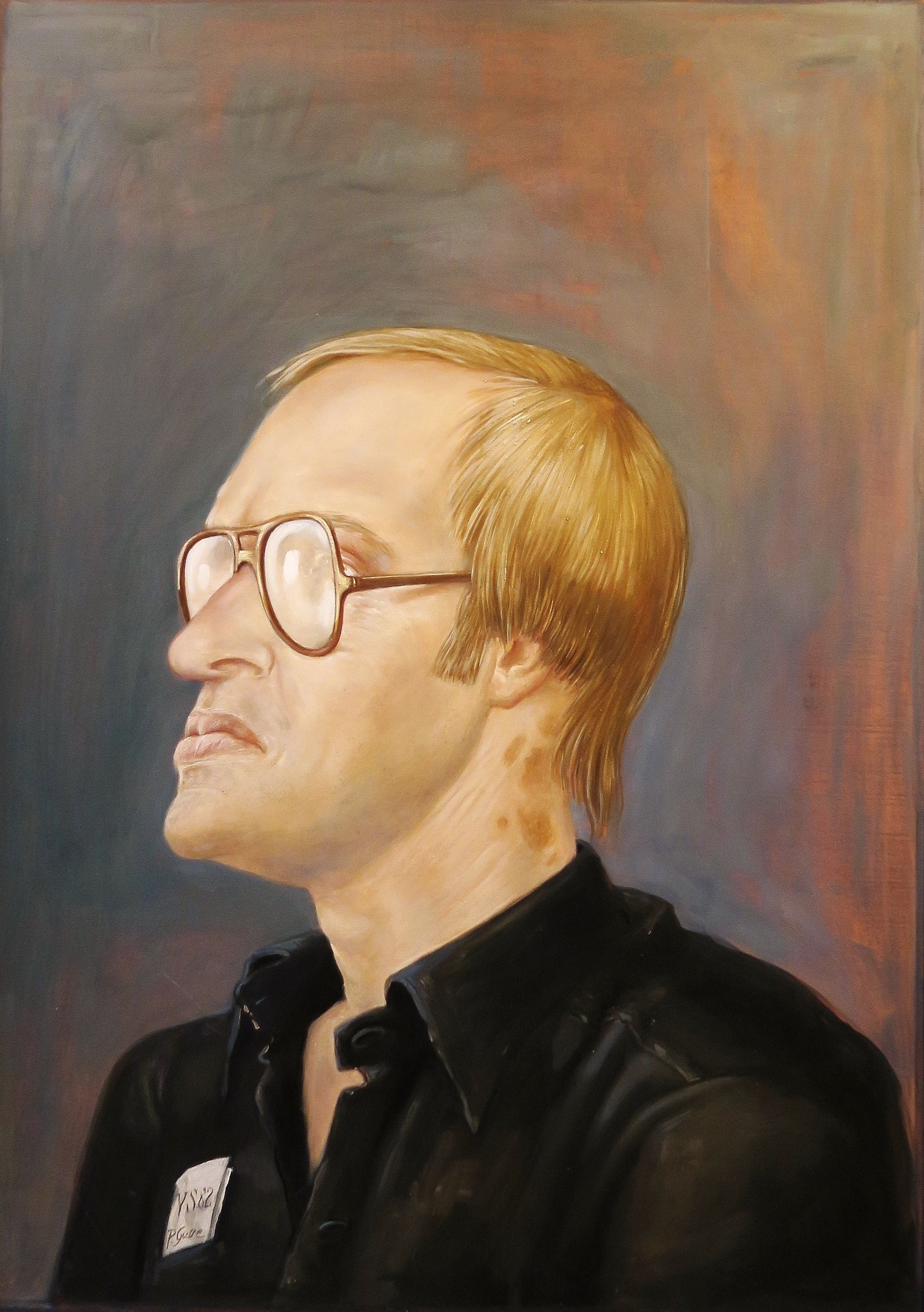
Porträt-Gemälde „P.Gosse“ von Volker Stelzmann, 1982

## Werke

### Gedichte, Essays, Anthologien (Auswahl)
- Antennendiagramme – Junge Leute vor dem 50. Mitteldeutscher Verlag, Leipzig/Halle 1967
- Antiherbstzeitloses. Gedichte, mit Illustrationen von Rolf Kuhrt, Mitteldeutscher Verlag, Leipzig/Halle 1968
- Städte machen Leute. Reportagen, zusammen mit Werner Bräunig, Jan Koplowitz und Hans-Jürgen Steinmann, Mitteldeutscher Verlag, Leipzig/Halle 1969
- Anregung 1. Mitautor, Bühnentexte, Uraufführung: 9. Mai 1969, Regie: Horst Schönemann, Landestheater Halle
- Kleine Gärten – große Leute. Komödie, gemeinsam mit Christoph Hamm, Joachim Nowotny, Hans Pfeiffer und Helmut Richter, Leipzig 1971
- Ortungen. Gedichte und Notate, Mitteldeutscher Verlag, Leipzig/Halle 1975
- Chile – Gesang und Bericht. Fotos, Lyrik, Grafik, Hrsg. Thomas Billhardt, Buchgestaltung: Walter Schiller, Mitteldeutscher Verlag, Leipzig/Halle 1975
- Ausfahrt aus Byzanz. Gedichte, mit Illustrationen von Ulrich Hachulla, Mitteldeutscher Verlag, Leipzig/Halle 1982
- Palmyra. Bühnenstück. In: Theater der Zeit. Heft 12/1982
- Mundwerk. Essays. Mitteldeutscher Verlag, Leipzig/Halle 1983
- Erwachsene Mitte. Gedichte, Geschichten, Stücke, Essays, im Anhang: Jürgen Engler: Gespräch mit Peter Gosse. Verlag Philipp Reclam jun., Leipzig 1986, ISBN 3-379-00032-9.
- Poesiealbum 252: Peter Gosse. Gedichte, Vorbemerkung: Rainer Kirsch, Einband und Grafik: Rolf Münzner. Verlag Neues Leben, Berlin 1988, ISBN 3-355-00743-9.
- Standwaage. Gedichte, Mitteldeutscher Verlag, Leipzig/Halle 1990, ISBN 3-354-00635-8.
- Scharfeinstellung. bebildert von Eric van der Wal, Textauswahl: Hans Georg Bulla, Presse Eric van der Wal, Bergen/Holland 1991
- Gleisskörper. Lyrik und Essays, Mitteldeutscher Verlag, Leipzig/Halle 1996, ISBN 3-354-00916-0.
- Gerhard Kurt Müller zum 70. Geburtstag. Mappe mit Graphiken von Karl-Georg Hirsch und einem Text von Peter Gosse, Edition Leipziger Bibliophilen-Abend, 1996
- Dein Eurasisches Antlitz: Schriften zu Bildender Kunst und Literatur. Passage Verlag, Leipzig 1997, ISBN 3-9805299-8-3.
- White New York – Lochkamerafotos. von Sighard Gille, mit einem Text von Peter Gosse. Passage-Verlag, Leipzig 1999, ISBN 3-932900-21-9.
- Totentänze – Folge 3. Gedichte, mit Holzstichen von Karl-Georg Hirsch. Edition Leipziger Bibliophilen-Abend, 2000
- Seinsgunst. Gedichte. Mitteldeutscher Verlag, Leipzig/Halle 2001, ISBN 3-89812-092-9.
- Phantomschmelz. Lyrik und Kurzprosa, Mitteldeutscher Verlag, Leipzig/Halle 2001, ISBN 3-932776-24-0.
- Baldwin Zettl, das druckgraphische Werk. Werkverzeichnis 1965 bis 2002, Bearbeitung: Hiltrud Lübbert, einführende Texte von Peter Gosse, Edition des Leipziger Bibliophilen-Abend 2003
- Neles Selen – Bilder Sichten. Mitteldeutscher Verlag, Leipzig/Halle 2003, ISBN 3-89812-179-8.
- An und für sich – Berichte, Briefe, Bilder. Passage Verlag, Leipzig 2005, ISBN 3-938543-06-X.
- Heimsuchung. Liebesgeschichten mit zwei Radierungen von Peter Marggraf, San Marco Handpresse, Bordenau Venezia, 2005
- Einstweilige Verfugung – Dresdner Schriften. Passage Verlag, Leipzig 2006, ISBN 3-938543-22-1.
- Weltnest – Literarisches Leben in Leipzig 1970–1990. Fotografien von Helfried Strauß, Mitteldeutscher Verlag, Halle 2007, ISBN 978-3-89812-508-6.
- Stabile Saitenlage – die Liebesgeschichten. Passage Verlag, Leipzig 2007, ISBN 978-3-938543-41-2.
- Sollbruch-Stele – die Liebesgedichte. Passage Verlag, Leipzig 2007, ISBN 978-3-938543-36-8.
- Wohltemperiertes Brevier – die 111 Gedichte. Mitteldeutscher Verlag, Halle 2009, ISBN 978-3-89812-631-1.[4]
- Nur zu, Gnu! Kinderbuch, zus. mit Joachim Jansong, Projekte-Verlag Cornelius, Halle/Saale 2009, ISBN 978-3-86634-884-4.
- Ortsbrust – Nachrichten aus Malerei und Grafik. Projekte-Verlag Cornelius, Halle/Saale 2011, ISBN 978-3-86237-651-3.
- Über das allmähliche Verfertigen von Welt im Dichten. Essays. Zeichnungen: Volker Stelzmann, Laudatio: Wulf Kirsten, Nachwort: Jens-Fietje Dwars, Quartus-Verlag, Bucha bei Jena 2013, ISBN 978-3-943768-12-1.
- Petrifiziert. Gedichte, mit Illustrationen von Rolf Münzner, Projekte-Verlag Cornelius, Halle/Saale 2013, ISBN 978-3-95486-328-0.
- Rosa Seide für Richard Wagner – Acht Kaltnadelradierungen von Sighard Gille. mit einem Text von Peter Gosse, Leipzig 2013
- Aus der Innung der Freunde – 9 1/2 Blicke in sächsische Kunst-Keltern. mit einem Vorwort von Otto Werner Förster, Taurus-Verlag Leipzig 2015, ISBN 978-3-9817608-1-1.
- Leuchtendes Wort-/ Bild-Amalgam – Zu Dieter Gleisbergs Gedichtband "Wie schön war die Kreidezeit". In: Marginalien. Zeitschrift für Buchkunst und Bibliophilie, Pirckheimer-Gesellschaft, Bd. 224, Nr. 1, 2017, S. 80–81.
- Stabilierte Saitenlage. die Liebesgedichte, mit Zeichnungen und Holzschnitten von Gerhard Kurt Müller. Mitteldeutscher Verlag, Halle/Saale 2017, ISBN 978-3-95462-912-1.[5]
- Pemmikan. Mein Leben, F., dem Enkel, erzählt. Mitteldeutscher Verlag, Halle/Saale 2018

### Herausgaben (Auswahl)
- mit Werner Bräunig, Sarah und Rainer Kirsch: Vietnam in dieser Stunde. Künstlerische Dokumentation. Mitteldeutscher Verlag, Halle/Leipzig 1968
- Der unheilige Mohammed. Roman von Tschingis Hussejnow, deutsche Übersetzung nach der russischen Fassung: Peter Gosse. Verlag Volk und Welt, Berlin 1979
- Akte Endler. Gedichte aus 25 Jahren. Auswahl und Nachwort von Peter Gosse. Reclam-Verlag, Leipzig 1981
- Der sanfte Mittag. Geschichten & Miniaturen von Manfred Jendryschik, Reclam-Verlag, Leipzig 1983
- Poesiealbum Nr. 227 – Nika Turbina, Grafik: Ulrich Hachulla, Nachdichtungen: Thomas Böhme, Peter Gosse, Thomas Rosenlöcher, Verlag Neues Leben, Berlin 1986
- Francesco Petrarca, Auswahl Peter Gosse, Übertragung von Gottfried August Bürger, Hrsg. von Orplid & Co., Gesellschaft zur Pflege und Förderung der Poesie, Unabhängige Verlag-Buchhandlung Ackerstrasse, Berlin 1991
- Gerhard Kurt Müller. Passage-Verlag, Leipzig 1996, ISBN 3-9804313-9-8.
- Miguel de Cervantes: Don Quixote, Zehn Text-Auszüge und eine Nachbemerkung von Peter Gosse. Fünf Lithographien von Rolf Münzner, Institut für Buchkunst, Leipzig 1997, ISBN 3-932865-08-1.
- Was ist das Bleibende? – Zwanzig Einmischungen von Schriftstellern und Literaturwissenschaftlern, Aufsatzsammlung, Edition Ost, Berlin 1999, ISBN 3-932180-95-X.
- Meine Nackademie. Sächsische Liebesgedichte. Hg. mit Richard Pietraß, Halle/Saale 2003[6] auch als Blindendruck, Deutsche Zentralbücherei für Blinde, Leipzig 2005
- RK 70 – Rainer Kirsch, Geburtstagsmappe, zus. mit Herbert Kästner, Edition Leipziger Bibliophilen-Abend, 2004[7]
- Narrenkarussell – Rolf Münzner. Mit einem Essay von Peter Gosse, zus. mit Rolf Münzner, Klaus Göbel und Vater Ludwig, Burgart-Presse, Rudolstadt 2010, ISBN 978-3-910206-71-7.
- Man darf sich nichts erlassen – Gerhard Kurt Müller & Zeitgenossen, Aufsatzsammlung, zus. mit Manfred Jendryschik, Projekte-Verlag Cornelius, Halle/Saale 2011, ISBN 978-3-86237-640-7.
- „Ich bin ein schwaches Boot ans große Schiff gehangen. Die Lebensreise des Paul Fleming in seinen schönsten Gedichten“. mit Grafiken und Lesarten sächsischer Bildkünstler und Dichter, Hg. zus. m. Richard Pietraß, Halle/Saale 2009.

### Hörspiele (Auswahl)
- 1986: Tod des Orpheus mit Ulrich Mühe, Dietrich Körner, Margit Bendokat u. a. – Regie: Horst Liepach (Hörspiel – Rundfunk der DDR)
- 1988: Damals im Jahre 1988 mit Horst Drinda – Regie: Barbara Plensat (Hörspiel – Rundfunk der DDR)
- 1989: Walpurgisnacht mit Rolf Hoppe, Friedhelm Eberle, Wolf Goette u. a. – Regie: Walter Niklaus (Hörspiel – Rundfunk der DDR)

### Hörbuch
- in: Dichtung des 20. Jahrhunderts: Meine 24 sächsischen Dichter. Hrsg. Gerhard Pötzsch,  2 CDs,  Militzke Verlag Leipzig 2009, ISBN 978-3-86189-935-8.

## Zitate
„In einem kurzen Text von mir zum Tod von Richard Leising 1997 zähle ich vier Eigenschaften der sächsischen Dichterschule auf: Sanguinik, Weltbezug, Handwerksernst und Bestehen auf Vernunft. Peter Gosse hat es so formuliert, ich habe es bloß verbreitet.“

„Moskau, wo er studierte und Mockau, wo er zwei Jahrzehnte logierte, sind die Ellipsenachsen des Dichters Peter Gosse. Durch die Offenlegung der stalinschen Verbrechen zu einer Poetologie der Fürstenaufklärung ermutigt, resignierte er darin nach der Füsilierung des Prager Frühlings. Seine sinnenprallen Gedichte wechseln vom ikarischem Streben zu dädalischem Wägen, von Transparent zur Transparenz.
(…)
Soeben hörten wir, gelesen von Rainer Kirsch, Peter Gosses Gedicht »Petersberg«. Da wurde mir bewusst, dass Peter selbst ein Berg ist. Ein aufragender, und trotz einiger Jährchen, ohne jeden Ansatz zum Buckel. Und das mag ich an ihm besonders: ein sächsischer Bukoliker mit Freude an jeglicher Schärfe: feingeschliffene Schärfe der Formulierung, lallenmachender Schärfe einer Schäferstunde. Peters Anspruch an sich und an andere ist hoch, doch trägt er ihn heiter, also annehmbar vor. Zieht er der Verssprache mitunter die Daumenschrauben an, so ergeht er sich wenig später in Gaumen- und Daunenfreuden. So geht er immer aufs Ganze, auf das er aus ist, eine Renaissancenatur mit barocken Zügen.“

„Besonders nah sind mir Gosses Sonette; es ist eine Dichte, eine leicht gemachte Schwere darin, die sich lust- und kunstvoll in die alte Form fügt. Man müßte es klassisch nennen, wenn nicht etwas eigentümlich Barockes auch darin waltete, ein Behagen, das das Ornament nicht verschmäht und zuweilen mit gediegenem Schnörkel über die Stränge schlägt. Es ist in seinen gediegenen Mitteln alles sehr bewußt, ohne daß jene konstruktive Ausdörrung statthat, die mir bei anderen Meistern der Sächsischen Schule manchmal prekär wird.“

„Vor Wochen ein Schuber mit vier Bänden aus dem Mitteldeutschen Verlag: »Gleißkörper«: Gedichte von 1996, »Phantomschmelz«: Lyrik und Kurzprosa von 1998, »Seinsgunst«: Gedichte von 2001, »Neles Selen«: Bilder Sichten von 2003. Die Einzelbände werden mit Grafiken der Leipziger Künstler Gerhard Kurt Müller, Rolf Münzner, Baldwin Zettl präsentiert, die bemerkenswert schöne Umschlaggestaltung von G. K. Müller versteckt fast den sonderbaren Namen des Ganzen: Chaos? Haus. Will Gosse, der Dichter und Essayist lebendiger Traditionsbewusstheit, mit diesem Motto nun in der Postmoderne ankommen?
Daß es sich philosophisch komplexer, kaum ausdenkbar verhält, sagt das Prosagedicht Borges in Seinsgunst: „Am Ende würden die Dinge in Gegenwart aller Dinge, um unvermischt dazustehen, sowohl durchsichtig als auch undurchsichtig sein müssen; eine Art Durchscheinung, hoch wünschenswürdig. Das Gesetz schiene hervor, Kristall des Chaos, und wüßte, vom Zufall gereinigt, die Zukunft.“ Gesetz im Sein wird erhofft gegen das Chaos als ungeordnete Masse. Beinah mehr aber ist dem Dichter das Haus, eine menschendurchwirkte Heimat, der Gegenpol zum allmächtig scheinenden Chaos als klaffende Leere vor allen Dingen. Stücke zum erprobenden Nachsinnen bietet Peter Gosse uns an. – Eine großartige Kontinuität energischer Arbeit über ein Jahrzehnt, ein Jahrzehnt tief greifenden Wandels wird mit der sammelnden Editionsform sichtbar gemacht – auch wenn sie nicht jedes Tun und Schreiben des Autors vorstellt, nicht seine Bemühungen um Petrarca etwa, nicht alle seine Schriften zu bildender Kunst und Literatur. Sie entreißt ein Werk der portionierten Zerstreuung.“

„Peter Gosse ist ein Meister der freudigst praktizierten Künstlichkeit, seine Sprache wölbt sich aus, ist neuwortfrech, sie stelzt auch mal, sie ist störrisch eigen, widerhakengierig - seine Lyrik ist die eines Spielers im Schiller'schen Sinne: Er hat wohl die Geschichte der Poesie als Geschichte der gesamten Gattung im Kopf - denn nur in der Dichtung sind das Murmeln, der Seufzer und die pathetische Überschreitung, die frenetische Freude und die abgrundtiefe Trauer noch immer und immerfort gegenwärtig als eine unanfechtbare Glaubwürdigkeit. Zu lesen ist von »fiebriger Entfernungsübergröße«, von »mütterlichen Hütungsblicken«, vom »Schabegeschrill des Baggers«, von »Zwistes Tränensalz«, von »Unverwunschenheit«, vom »Lichtstäubchen Heimelung«. Die Welt ist »juniplustrig«, »lustzerspannt« oder »dürrhell«.“

## Auszeichnungen
- Kunstpreis der Stadt Halle-Neustadt – im Kollektiv, 1969
- Kunstpreis der Stadt Leipzig – im Kollektiv, 1969
- Kunstpreis der Stadt Leipzig, 1984
- Heinrich-Heine-Preis des Ministeriums für Kultur der DDR 1985
- Heinrich-Mann-Preis der Akademie der Künste Berlin 1991
- Walter-Bauer-Preis der Städte Leuna und Merseburg 2008
- Rössing-Preis – zusammen mit Helfried Strauß, 2010[8]
- Gellert-Preis 2018[9]